# Korneuburg

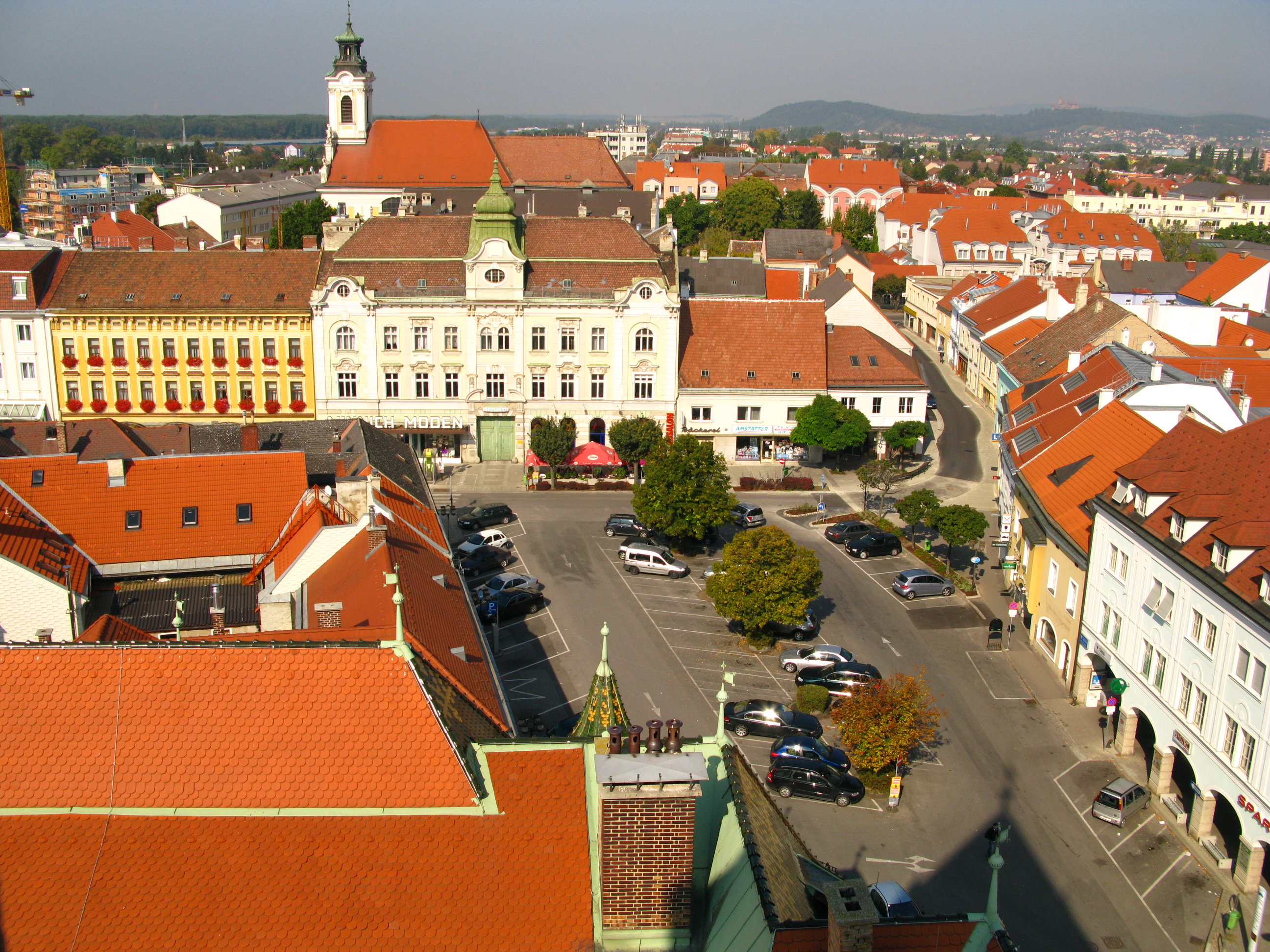
Hauptplatz hinter dem Rathaus vom Stadtturm aus

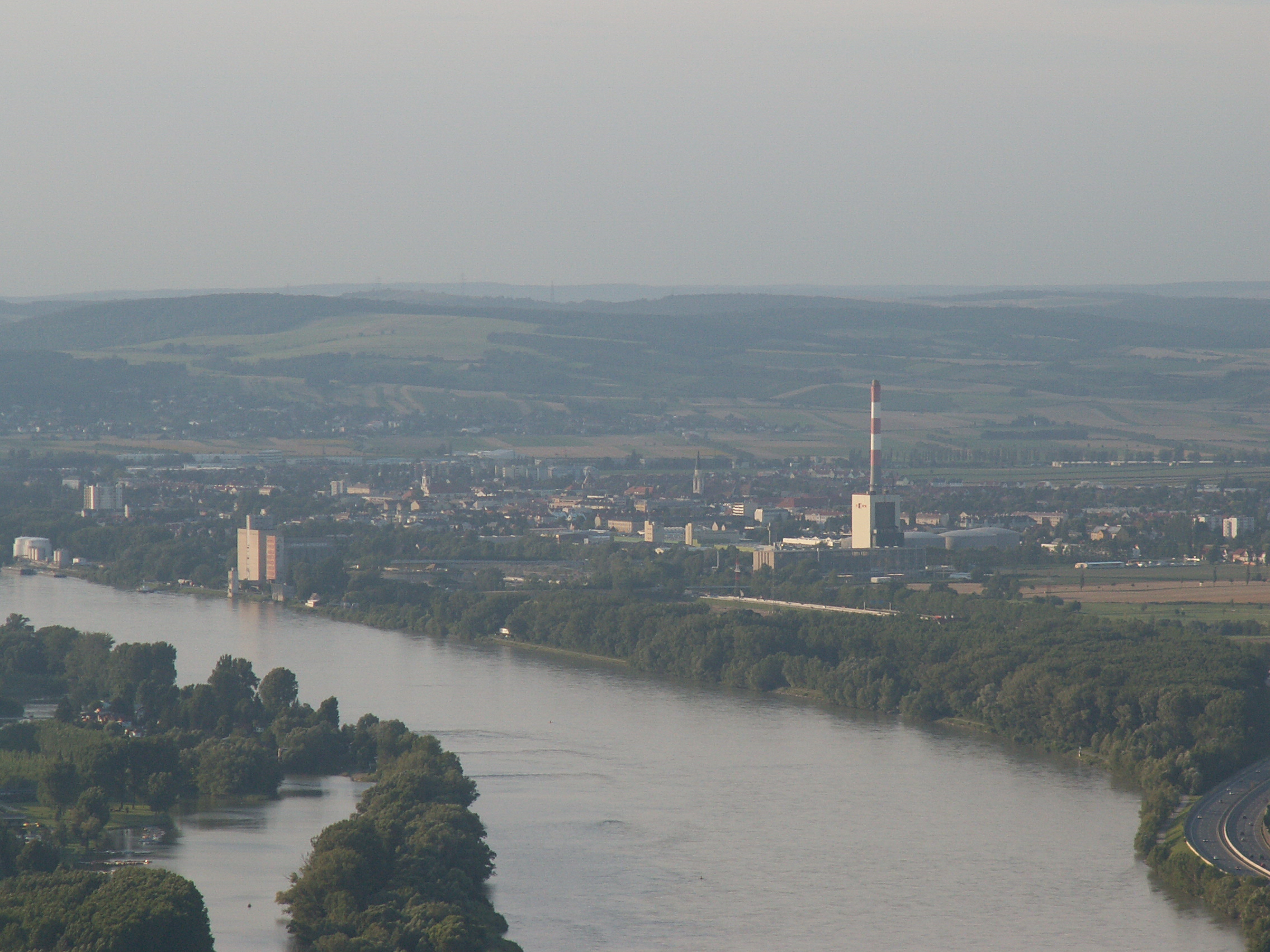
Korneuburg (Südansicht) vom Leopoldsberg aus

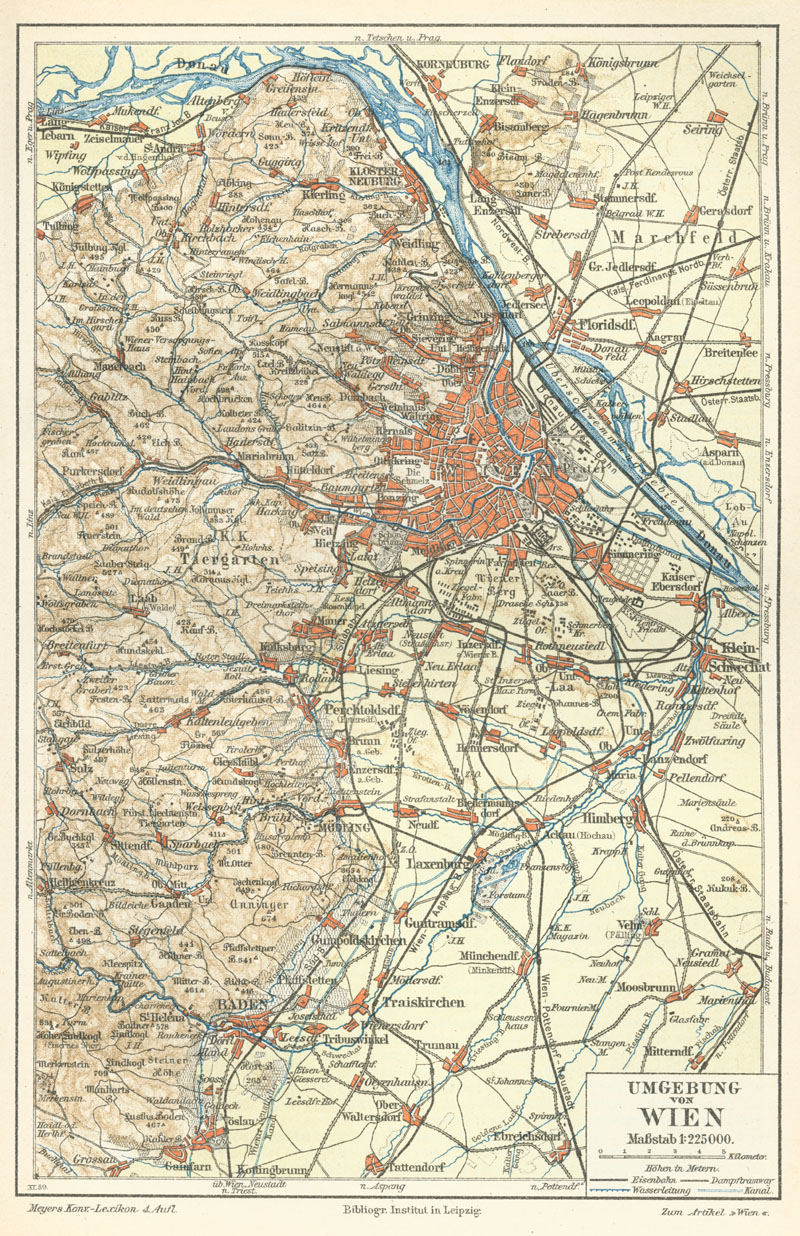
Historische Karte: Wien und Umgebung (um 1888)

Korneuburg ist eine Stadtgemeinde im niederösterreichischen Weinviertel mit 13.805 Einwohnern (Stand 1. Jänner 2025). Sie ist sowohl der Sitz der Bezirkshauptmannschaft des gleichnamigen Bezirkes als auch des Bezirksgerichtes Korneuburg.

## Geographie
Korneuburg liegt im Weinviertel in Niederösterreich, linksufrig an der Donau, 12 km nordwestlich von Wien. Die Fläche der Stadtgemeinde umfasst 9,71 Quadratkilometer. 20,76 Prozent der Fläche sind bewaldet.
Das Korneuburger Becken erstreckt sich von hier etwa 15 Kilometer nach Norden.

### Gemeindegliederung
Es existieren keine weiteren Katastralgemeinden außer Korneuburg.

### Nachbargemeinden
|                | Leobendorf                                  |                |
| Klosterneuburg | Kompassrose, die auf Nachbargemeinden zeigt | Bisamberg      |
|                | Klosterneuburg (Bez. Tulln)                 | Langenzersdorf |

## Geschichte
Die Anfänge der Stadt Korneuburg gehen auf einen kleinen Handelsplatz an der Donau zurück, der um 1114 erstmals erwähnt wird („novum forum“) und zu Klosterneuburg (Neuburg) auf der gegenüberliegenden Donauseite gehörte. Um 1200 wurde der mehrmals überschwemmte Marktflecken landeinwärts in vor Hochwasser geschützteres Gebiet verlegt, vermutlich nach dem Hochwasser von 1210, und mit einem großen Rechteckplatz und einer Kirche – höchstwahrscheinlich die ehemalige Nikolaikirche auf dem Hauptplatz – neu gegründet. Die in der älteren Forschung vertretene These der ersten Stadtnennung im Jahr 1136 gilt als widerlegt.
Diese neue Siedlung war nun Ausgangspunkt der weiteren urbanen Entwicklung im 13. Jahrhundert. Sie entwickelte als Markt sowie als Sitz eines Landgerichts und einer Pfarre zentralörtliche Funktion für das Umland und profitierte wirtschaftlich vom Donauhandel, von der nahen Donauüberfuhr (Urfahr) nach Klosterneuburg und den weiterführenden Straßen in den Norden und Osten. Um 1300 fand der Stadtwerdungsprozess unter Herzog/König Albrecht I. mit der Trennung von Klosterneuburg (um 1298) und der Errichtung einer Stadtmauer mit Graben und vier Stadttoren seinen Abschluss. Aus „Neuburg“ beiderseits der Donau wurden zwei selbstständige landesfürstliche Städte: „Neuburg klosterhalben“ (Klosterneuburg) und „Neuburg markthalben“ (Korneuburg). Im Jahr 1311 verlieh Herzog Friedrich der Schöne der Stadt Korneuburg das erste überlieferte, kodifizierte Stadtrecht. Die Urkunde von 1311 war in allen späteren Privilegienbestätigungen stets das älteste vorgelegte Privileg der Stadt, für die in der älteren Literatur angenommene, frühere Stadtrechtsverleihung durch Albrecht I. (1298) – so auch die historistische Darstellung im Rathaus – gibt es bislang keinen Beleg.
Gefördert durch landesfürstliche Handelsprivilegien entwickelte sich Korneuburg im Spätmittelalter zu einer finanzkräftigen Donauhandelsstadt. Grundlage des Wohlstands war der Handel mit den Massengütern Salz, Wein und Getreide. Als einziger Niederlagsort zwischen Krems und Wien am linken Donauufer (Privileg 1327) war die Stadt Ausgangspunkt für die Versorgung des Hinterlandes, vor allem mit Salz aus den alpinen Salinen; Gegenfracht donauaufwärts war Wein aus Eigenbau, vornehmlich am Bisamberg. 1399 wurde Korneuburg der erste Jahrmarkt im Sommer verliehen, dem bald ein zweiter im Herbst (1429) und in der frühen Neuzeit noch zwei weitere folgten. Die Stadt umfasste im Spätmittelalter (um 1430) rund 300 Häuser inklusive der Vorstadt.
In der ersten Hälfte des 15. Jahrhunderts erfolgte unter Herzog Albrecht V. ein massiver Ausbau der Befestigung mit Erhöhung der Stadtmauer und vorgelagerter Zwingermauer (1420er-Jahre) sowie die Errichtung des Stadtturms über dem Chor der Nikolaikirche auf dem Hauptplatz (Fertigstellung um 1445), der zum Wahrzeichen der Stadt wurde.
Religiöses Zentrum der Stadt ist seit Jahrhunderten die Pfarrkirche St. Ägyd. Als „Gründungsjahr“ galt in der Lokaltradition das Jahr 1212, neueren bau- und kunsthistorischen Forschungen zufolge wurde sie mit hoher Wahrscheinlichkeit im ausgehenden 13. Jahrhundert errichtet. Urkundlich wird die Pfarrkirche erstmals im Jahr 1300 erwähnt. Sie lag direkt an der Stadtmauer und war ursprünglich zweitürmig. Vom mittelalterlichen Bau sind der gotische Chor des 14. Jahrhunderts – das architektonische Glanzstück der Kirche – und die spätgotischen Seitenschiffe mit Kreuz- und Netzrippengewölbe des 15. Jahrhunderts erhalten. Ihre heutige neugotische Gestalt erhielt sie um 1900 durch den Umbau von Turm und Westwerk (1899–1903). Die spätestens seit der zweiten Hälfte des 13. Jahrhunderts bestehende Pfarre Korneuburg (zuvor zu Klosterneuburg gehörig) ist dem Augustiner-Chorherrenstift Klosterneuburg inkorporiert.
Im 16. Jahrhundert war Korneuburg einige Jahrzehnte evangelisch. An der Nikolaikirche auf dem Hauptplatz wirkten von der Stadt bezahlte evangelische Prädikanten. Nach der in den 1580er-Jahren einsetzenden Rekatholisierung entwickelte sich erst wieder um 1860 eine evangelische Gemeinschaft durch zugewanderte Werftarbeiter. Sie wurde 1872 Filialgemeinde und ist seit 1927 selbstständige Pfarrgemeinde. Die erste evangelische Kirche Korneuburgs wurde 1893 erbaut, aber im Zweiten Weltkrieg zerstört (1945). Die heutige Dreieinigkeitskirche aus dem Jahr 1963, errichtet nach Plänen des Architekten Alfred Bastl, ist der jüngste Kirchenbau Korneuburgs.
Teil des religiösen Lebens waren auch zwei Klöster: Das Augustinerkloster (Augustiner-Eremiten) wurde 1338 von Herzog Otto (der Fröhliche) gegründet. Er stiftete dafür die Gottesleichnamskapelle (auch Blut-Christi-Kapelle), die nach dem Judenpogrom von 1305 – Anlass war angebliche Hostienschändung – auf ehemals jüdischem Besitz errichtet worden war. Obwohl es sich erwiesenermaßen um einen von einem Priester inszenierten Betrug gehandelt hatte, wurde die angeblich geschändete Hostie als wundertätig verehrt und die Legende vom jüdischen „Hostienfrevel“ jahrhundertelang weitererzählt. Im Spätmittelalter wurde das Kloster von der Bürgerschaft reich bestiftet, verfiel aber während der Reformation. König Ferdinand I. überließ daher 1544 das Klostergebäude der Stadt für die Armenversorgung; eine Wiederbesiedlung durch den Orden erfolgte erst im frühen 17. Jahrhundert (1624). Das Kloster eröffnete eine Lateinschule und konnte sich durch die publikumswirksame Wiederbelebung des „Hostienfrevel“-Narrativs (Mirakelbuch, Bilderzyklus) als Wallfahrtsort etablieren. Im 18. Jahrhundert erfolgte zunächst der Neubau des Klostergebäudes (1727–1734) und danach der Kirche (1745–1773). Eine Kostbarkeit der spätbarocken Kirche ist das illusionistisch gestaltete Altarfresko „Das letzte Abendmahl“ von Franz Anton Maulbertsch (1773). Nur wenige Jahrzehnte später erfolgte die Aufhebung des Klosters durch kaiserlichen Beschluss (1808); die Augustinerkirche wurde aber weiterhin als Gotteshaus genutzt (bis 2020).
Das Kapuzinerkloster wurde im frühen 17. Jahrhundert zur Rekatholisierung der Stadt errichtet (1623–1625), gefördert vom niederösterreichischen Landmarschall Balthasar von Hoyos und dem Bischof von Passau. Bei der Grundsteinlegung soll sogar die kaiserliche Familie anwesend gewesen sein. Die Kapuziner waren aufgrund ihrer strenge Lebensführung, ihres Einsatzes für die Kranken und ihrer verständlichen Predigten in der Stadt sehr geachtet. Ab 1683 beherbergte das Kloster auch eine theologische Lehranstalt für Ordensangehörige, 1783 verfügte Kaiser Joseph II. die Aufhebung des Klosters, das in der Folgezeit u. a. als Salzmagazin und Amtsgebäude genutzt wurde (heute Finanzamt).
Vom jüdischen Leben zeugt die mittelalterliche Synagoge aus dem zweiten Drittel des 14. Jahrhunderts in der Roßmühlgasse, das älteste erhaltene Gebäude der Stadt. 1305 kam es wegen des nachweislich falschen Vorwurfs der Hostienschändung zu einem Judenpogrom und mit hoher Wahrscheinlichkeit zur Vertreibung der jüdischen Bevölkerung Korneuburgs. Wohl um die Jahrhundertmitte konnte sich wieder eine jüdische Gemeinde etablieren; Juden und die Funktion des Judenrichters sind in den 1360er-Jahren urkundlich für Korneuburg belegt. Die Gemeinde errichtete die Synagoge und bestand bis zur landesweiten Vertreibung der Juden und Jüdinnen auf Befehl Albrecht III. (Bayern) (1420). Die Synagoge wurde danach nicht mehr religiös genutzt; sie war ab 1460 als Geschenk Kaiser Friedrichs III. in städtischem Besitz und ist seit dem 18. Jahrhundert in Privatbesitz. Sie diente u. a. als Getreidespeicher, als von Pferden angetriebene Mühle („Rossmühle“) und als Werkstatt. Erst im 19. Jahrhundert entstand wieder eine jüdische Gemeinde in Korneuburg.
Ende des Mittelalters erlitt die Stadt schwere Schäden im Zuge der Belagerung und Eroberung durch die Ungarn unter König Matthias Corvinus (1477, 1484), vermutlich der Grund für die Aufgabe der vorstädtischen Besiedlung in der Folgezeit. In der frühen Neuzeit ging die Bedeutung der Stadt als Handelszentrum zurück. Gründe waren die Verlagerung der Verkehrswege infolge des Baus der Wiener Donaubrücken (um 1440), die erfolgreiche wirtschaftliche Konkurrenz Stockeraus und die Verlandung stadtnaher Donauarme durch Veränderungen der Gewässertopographie. Anfang des 18. Jahrhunderts verlor Korneuburg schließlich seine Salzladstätte, die nach St. Johann bei Grafenwörth und dann nach Stockerau verlegt wurde.
Zur Katastrophe für die Stadt wurde im Dreißigjährigen Krieg das Jahr 1646, als die kaiserlichen die im Jahr davor von den Schweden besetzte Stadt belagerten und rückeroberten. Zwei Drittel der Häuser wurden beschädigt oder zerstört, über 70 Prozent der Bevölkerung verarmte.
→ Hauptartikel: Belagerung von Korneuburg (1646)
Im 18. Jahrhundert setzte wieder ein Aufschwung ein. Die Gewerbebetriebe nahmen zu, das Angebot an Dienstleistungen verbreiterte sich. Zu den erfolgreichsten Gewerbetreibenden gehörten Kaufleute, Fleischhauer, Wirte und – aufgrund des Eisenhandelsprivilegs von 1621 – die Eisenhändler, wie der aus Scheibbs zugezogene und zum Stadtrichter aufgestiegene Eisenhändler Mathias Wedl. Es gab eine Apotheke und seit 1785 eine Hauptschule, geleitet von Franz Anton de Paula Gaheis und nach ihm von Leopold Chimani, der zahlreiche Kinder- und Jugendbücher verfasste. Nach dieser Phase der Erholung brachten die Napoleonischen Kriege erneut schwere Belastungen durch Truppeneinquartierungen, Kontributionsleistungen und Schäden (1805, 1809).
Im Laufe des 19. Jahrhunderts veränderte sich die seit dem Mittelalter maßgeblich von Handel, Gewerbe, Wein- und Ackerbau geprägte Stadt. Sie entwickelte sich einerseits zum Verwaltungszentrum, zunächst als Sitz des Kreisamts, dann der Bezirkshauptmannschaft und des Kreis- bzw. Bezirksgerichts. Andererseits wurde Korneuburg zur Garnisonstadt mit mehreren Kasernen, einem Truppenspital und zeitweise über 1.000 Soldaten, die ein wichtiger Teil des städtischen Lebens waren. Von den ab den 1870er-Jahren errichteten, großen Kasernenbauten ist nur mehr die bis 1955 militärisch genutzte Erzherzog Albrecht-Kaserne erhalten. In Korneuburg stationiert waren Teile der „Hoch- und Deutschmeister“ (1836–1883) und das 1883 gegründete k.u.k Eisenbahn- und Telegraphenregiment, das erste technische Regiment der k.u.k. Armee (Korneuburger „Hausregiment“). Von diesem Regiment wurde im Ersten Weltkrieg (1915–1917) der Soldatenfriedhof errichtet, eine als Heldendenkmal konzipierte Anlage mit Gräbern, Kriegerdenkmal (Obelisk) und einer Gedächtniskapelle, im Inneren gestaltet vom Glas- und Mosaikkünstler Leopold Forstner aus dem Umfeld der Wiener Secession. Die einzige heute bestehende Kaserne in Korneuburg ist die 1964–1969 auf dem Gelände des ehemaligen Eisenbahngerätelagers errichtete Dabsch-Kaserne am Stadtrand (ABC-Abwehrzentrum „Lise Meitner“).
Durch die Ansiedlung von Großbetrieben im Zuge der Industrialisierung veränderten sich auch die ökonomischen Strukturen. Die Textilfabrik Schaumann (1828) und die Schiffswerft der Ersten Donau-Dampfschiffahrts-Gesellschaft (1852) wurden die größten Arbeitgeber in der Umgebung und beschäftigten hunderte Arbeiter und Arbeiterinnen. Aus der von Franz Johann Kwizda 1853 erworbenen Kreisapotheke, die veterinärmedizinische Produkte in die gesamte Monarchie lieferte und die Armee versorgte, entstand im 20. Jahrhundert ein bis heute bestehendes Pharmaunternehmen.
Symbol der Veränderung und städtebaulichen Weiterentwicklung im 19. Jahrhundert war der Abriss der mittelalterlichen Stadtmauer und der Tore. Ausdruck des bürgerlichen Selbstbewusstseins war das neue, den Hauptplatz dominierende Rathaus, errichtet im neugotischen Stil nach Plänen des Architekten Max Kropf (1894/95). Der mittelalterliche Stadtturm wurde in das Rathaus integriert; die ehemalige Nikolaikirche, die älteste Kirche der Stadt (profaniert 1786), wurde für den Neubau abgetragen.
Im 20. Jahrhundert kamen mit dem Seilbahnunternehmen Girak (1920), der Ölraffinerie (1927) und dem Kraftwerk (1958) weitere Industriebetriebe dazu. Die Korneuburger Werft wurde zügig ausgebaut (Schiffbauhalle 1912) und gewann nach einer wirtschaftlichen Krisenzeit infolge des Ersten Weltkriegs in der Zwischenkriegszeit durch den Einsatz moderner Technologie (Schiffe mit Diesel- statt Dampfantrieb) wieder an Bedeutung und wurde zum größten Arbeitgeber in der Region. Im Zweiten Weltkrieg beschäftigte die Werft als kriegswichtiger Betrieb bis zu 1.700 Mitarbeiter und lieferte für die Rüstung Fluss- und Hochseeschiffe sowie Fährprahmen. Als Industriestandort war die Stadt ab 1944 das Ziel von Luftangriffen mit Toten und Zerstörungen. In der Besatzungszeit war die Werft ein USIA-Betrieb und produzierte vor allem „Seeleichter“ (Hochseegüterkahn) für die UdSSR.
In der zweiten Hälfte des 20. Jahrhunderts kam es zwar verstärkt zu Betriebsansiedlungen von Wiener Firmen, darunter der Carl Ueberreuter-Verlag, aber zahlreiche alteingesessenen Gasthäuser und Nahversorgungsbetriebe (Fleischhauer, Bäcker, Gemischtwaren usw.) wurden sukzessive geschlossen. Zu den tiefgreifendste Veränderungen in der Geschichte der Stadt gehört die Schließung der Werft im Jahr 1993. Die Donau, jahrhundertelang die Lebensader der Stadt, verlor damit endgültig ihre Bedeutung für Korneuburg. Das teilweise denkmalgeschützte Werftareal soll jedoch bewahrt und Mittelpunkt eines neuen Stadtteils an der Donau werden.

## Stadtentwicklung
Korneuburg nimmt mit seiner partizipativen Stadtentwicklung eine Vorreiterrolle ein. In einem partizipativen Prozess – d. h. unter Beteiligung von Politik, Verwaltung und Bürger – wurden im Jahr 2014 das Leitbild „Leben im Zusammenfluss“ und im Jahr 2016 der Masterplan bis zum Jahr 2036 fertiggestellt.

Für die Stadtplanungs-Aktivitäten und die innovativen Formen der Bürgerbeteiligung hat Korneuburg österreichische und europäische Anerkennung erhalten:
- ÖGUT Umweltpreis 2016 in der Kategorie 'Partizipation und zivilgesellschaftliches Engagement'
- URBACT Good Practice Cities Award 2017 for Integrated Urban Development

## Bevölkerungsentwicklung
| Korneuburg: Einwohnerzahlen von 1869 bis 2025       | Korneuburg: Einwohnerzahlen von 1869 bis 2025 | Korneuburg: Einwohnerzahlen von 1869 bis 2025 | Korneuburg: Einwohnerzahlen von 1869 bis 2025 | Korneuburg: Einwohnerzahlen von 1869 bis 2025 |
| --------------------------------------------------- | --------------------------------------------- | --------------------------------------------- | --------------------------------------------- | --------------------------------------------- |
| Jahr                                                |                                               |                                               |                                               | Einwohner                                     |
| 1869                                                | 1869                                          |                                               | 4.929                                         | 4.929                                         |
| 1880                                                | 1880                                          |                                               | 5.268                                         | 5.268                                         |
| 1890                                                | 1890                                          |                                               | 7.271                                         | 7.271                                         |
| 1900                                                | 1900                                          |                                               | 8.292                                         | 8.292                                         |
| 1910                                                | 1910                                          |                                               | 9.054                                         | 9.054                                         |
| 1923                                                | 1923                                          |                                               | 8.653                                         | 8.653                                         |
| 1934                                                | 1934                                          |                                               | 8.849                                         | 8.849                                         |
| 1939                                                | 1939                                          |                                               | 9.893                                         | 9.893                                         |
| 1951                                                | 1951                                          |                                               | 7.872                                         | 7.872                                         |
| 1961                                                | 1961                                          |                                               | 8.276                                         | 8.276                                         |
| 1971                                                | 1971                                          |                                               | 9.023                                         | 9.023                                         |
| 1981                                                | 1981                                          |                                               | 9.112                                         | 9.112                                         |
| 1991                                                | 1991                                          |                                               | 9.730                                         | 9.730                                         |
| 2001                                                | 2001                                          |                                               | 11.033                                        | 11.033                                        |
| 2011                                                | 2011                                          |                                               | 12.279                                        | 12.279                                        |
| 2021                                                | 2021                                          |                                               | 13.450                                        | 13.450                                        |
| 2025                                                | 2025                                          |                                               | 13.805                                        | 13.805                                        |
| Quelle(n): Statistik Austria, Gebietsstand 1.1.2021 |                                               |                                               |                                               |                                               |

Korneuburg hat seit der zweiten Hälfte des 19. Jahrhunderts ein stetiges, zwischen 1880 und 1890 sogar rasantes (+ 38 % in nur zehn Jahren) Anwachsen der Bevölkerung zu verzeichnen. Rückgänge brachten jeweils die Kriegsjahre (zwischen 1910 und 1923 −4,4 % und zwischen 1939 und 1951 gar −20,4 %). Seither nimmt die Bevölkerung zu. Der Zuwachs von der vorletzten 1991 zur letzten Volkszählung 2001 betrug 13,4 % und ist ausschließlich auf die Zuwanderungsbilanz (+13,6 %) zurückzuführen, da die Geburtenbilanz leicht negativ (−0,2 %) war.

## Religionen
Die Mehrheit der Bevölkerung (68,4 %) ist römisch-katholisch, 4,2 % sind evangelisch, 3,6 % sind orthodoxe Christen. 3,1 % bekennen sich zum Islam. 17,5 % sind ohne religiöses Bekenntnis.

## Politik
Der Gemeinderat hat 37 Mitglieder.
- Mit den Gemeinderatswahlen in Niederösterreich 1990 hatte der Gemeinderat folgende Verteilung: 18 SPÖ, 13 ÖVP, 1 FPÖ und 1 Grüne. (33 Mitglieder)
- Mit den Gemeinderatswahlen in Niederösterreich 1995 hatte der Gemeinderat folgende Verteilung: 16 SPÖ, 11 ÖVP, 3 FPÖ, 2 Grüne und 1 LIF.[21]
- Mit den Gemeinderatswahlen in Niederösterreich 2000 hatte der Gemeinderat folgende Verteilung: 18 SPÖ, 10 ÖVP, 3 FPÖ und 2 Grüne.[22] (33 Mitglieder)
- Mit den Gemeinderatswahlen in Niederösterreich 2005 hatte der Gemeinderat folgende Verteilung: 19 SPÖ, 13 ÖVP, 4 Grüne und 1 FPÖ.[23]
- Mit den Gemeinderatswahlen in Niederösterreich 2010 hatte der Gemeinderat folgende Verteilung: 18 ÖVP, 14 SPÖ, 3 Grüne und 2 FPÖ.[24]
- Mit den Gemeinderatswahlen in Niederösterreich 2015 hatte der Gemeinderat folgende Verteilung: 22 ÖVP, 9 SPÖ, 4 Grüne und 2 FPÖ.[25]
- Mit den Gemeinderatswahlen in Niederösterreich 2020 hat der Gemeinderat folgende Verteilung: 22 ÖVP, 9 SPÖ, 4 Grüne, 1 NEOS und 1 FPÖ.[26]
- Mit den Gemeinderatswahlen in Niederösterreich 2025 hat der Gemeinderat folgende Verteilung: 19 ÖVP, 11 SPÖ, 4 FPÖ, 2 Grüne und 1 NEOS.[27]

Bürgermeister
- 1990 bis 2010 Wolfgang Peterl (SPÖ)[28]
- seit 2010 Christian Gepp (ÖVP)

## Kultur und Sehenswürdigkeiten

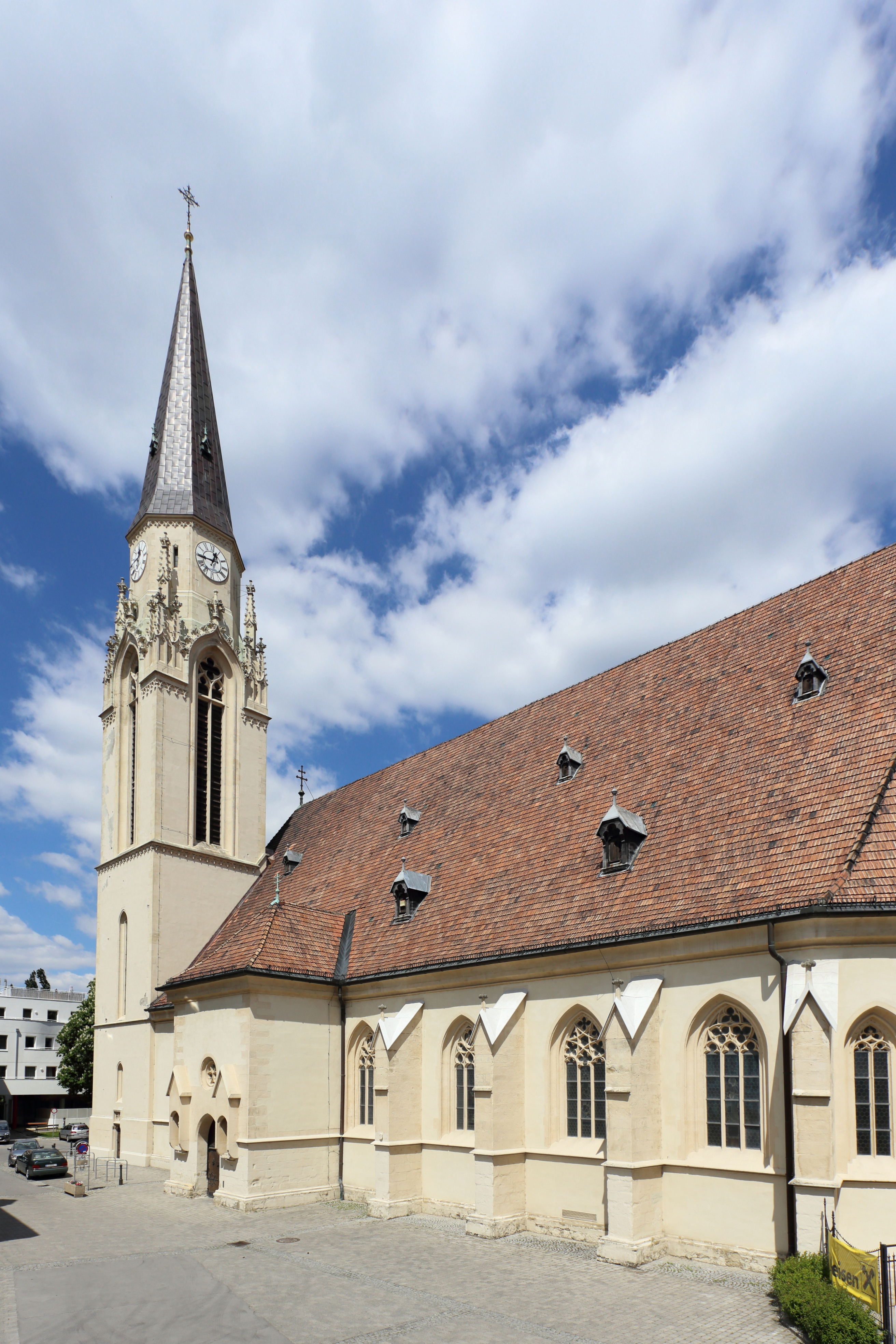
Pfarrkirche Korneuburg

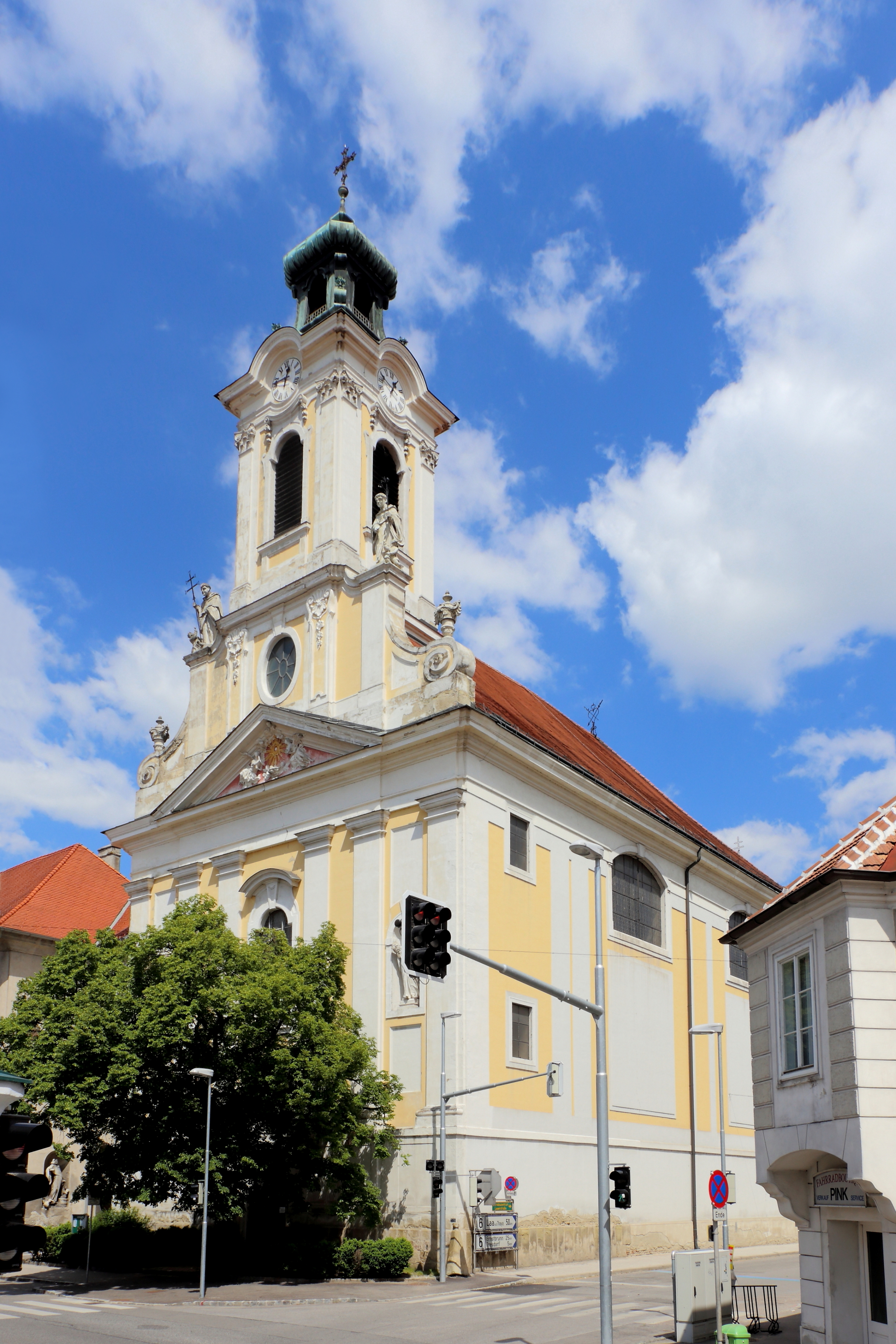
Augustinerkirche

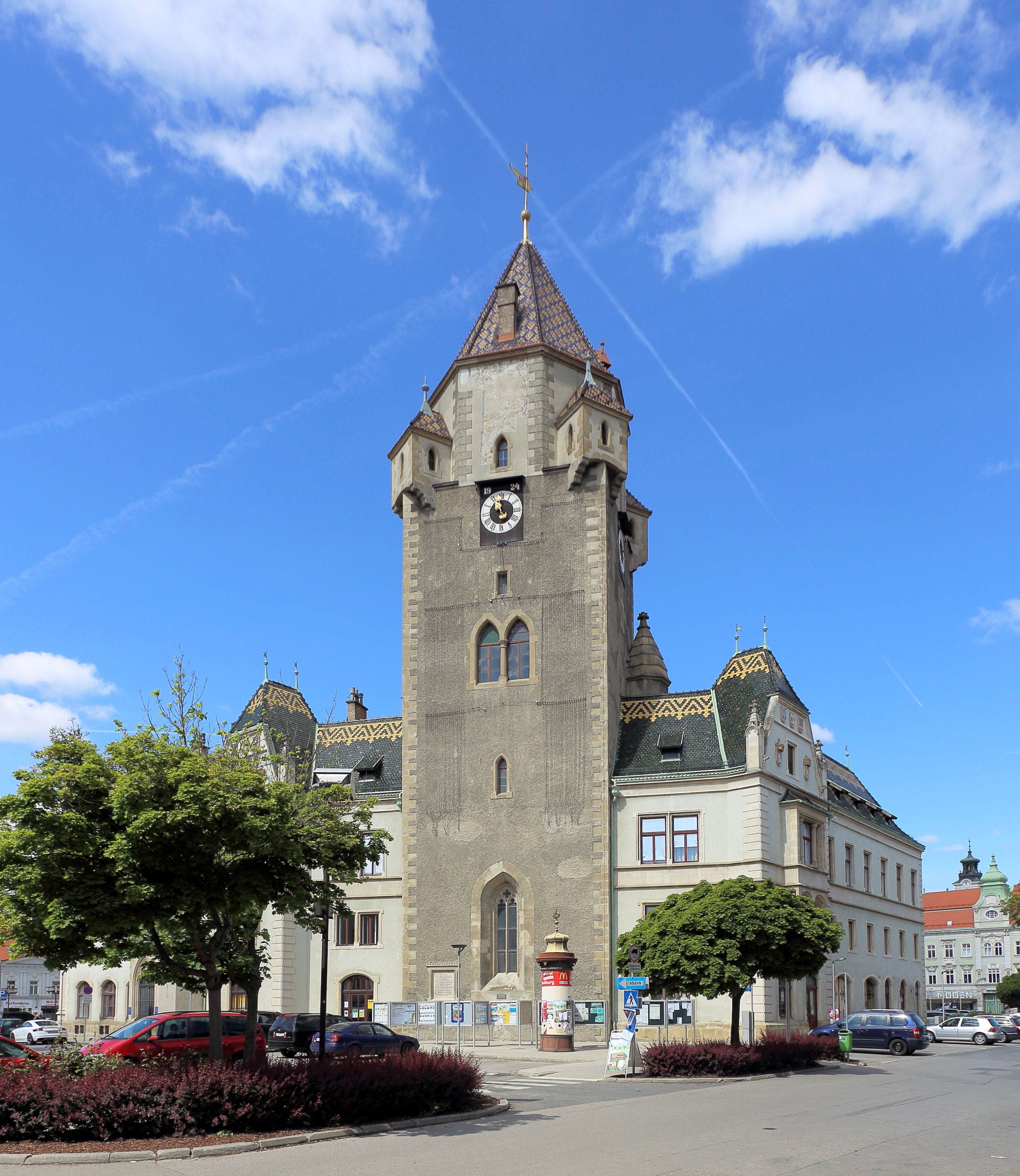
Stadtturm

- Stadtpfarrkirche St. Ägyd: Gotische Staffelhalle mit hohem Dach am nördlichen Rand der Altstadt, vermutlich Ende des 13. Jahrhunderts erbaut; Chor und Sakristei aus dem 14. Jahrhundert, spätgotische Seitenschiffe mit Kreuz- und Netzrippengewölbe (15. Jh.); ursprünglich zweitürmig, der nördliche Turm nach Beschädigung 1646 abgetragen; 1846 Einwölbung des (ursprünglich flachgedeckten) Mittelschiffs im neugotischen Stil; 1899 bis 1903 Neubau des Turms und des Westwerks (neugotisch).[29]
- Augustinerkirche: Das Augustiner-Eremitenkloster wurde 1338 von Otto dem Fröhlichen gegründet; spätbarocker Neubau der Kirche 1745 bis 1773. Innenausstattung: Das illusionistisch gestaltete Hochaltarfresko „Das letzte Abendmahl“ stammt von Franz Anton Maulbertsch; drei Seitenaltarbilder werden Maulbertsch und dessen Werkstatt zugeschrieben, datiert Mitte 1760er-Jahre (Hl. Augustinus, Hl. Rochus/Pestaltar, Hl. Nikolaus von Tolentino (Odo?)/Arme Seelenaltar); ein Seitenaltarbild (Hl. Monika) von Felix Ivo Leicher (Maulbertsch-Mitarbeiter); in einer Nische Darstellung des Portiunkulawunders des Hl. Franziskus vom Kremser Schmidt; Sakristei: Deckenfresken von Franz Anton Maulbertsch; bemerkenswertes Lavabo mit Ornamentformen des Rokoko um 1750 (Grotte mit Muscheln); Orgel: Prospekt im Rokokostil, Orgel von 1968/69. Der Turmhelm wurde 1898 von Max Kropf errichtet.
- Rathaus: Erbaut 1894/95 im neugotischen Stil nach Plänen des Architekten Max Kropf, eröffnet 1896. Der mittelalterliche Stadtturm wurde in den Neubau integriert, das Kirchenschiff der ehem. Nikolaikirche abgetragen; reich gegliedert mit Balkonen, Erkern und Giebeln, an der Fassade die Statuen von Kaiser Franz Josef und König Albrecht I., das Stadtwappen sowie die Wappen der habsburgischen Kronländer, der für die Stadt bedeutsamen Herrscherdynastien und einiger niederösterreichischer Städte. Im Inneren Stiegenhaus mit Maßwerkfenstern und historisierend gestalteter Wappendecke, die an verdienstvolle Ratsbürger des Mittelalters und der frühen Neuzeit erinnert, darunter Andreas Ramler, der erste Bürgermeister der Stadt (1406), Niklas Engelgershauser, langjähriger und auch außerhalb der Stadt hoch angesehener Stadtrichter (15. Jh.) und der mehrmals amtierende Stadtrichter Michael Kheppler (um 1600).
- Stadtturm: Errichtet in der ersten Hälfte des 15. Jahrhunderts über dem Chor der ehem. Nikolaikirche am Hauptplatz (Fertigstellung um 1445); 1646 bei der Rückeroberung der von den Schweden besetzten Stadt schwer beschädigt; 1888-1890 umfassend restauriert und historisierend umgestaltet, Unterbringung des Stadtmuseums; 1894/95 in das neu erbaute Rathaus integriert. An den vier Hauptseiten sind der österreichische Bindenschild, das niederösterreichische Landeswappen, das Reichswappen und das Stadtwappen zu sehen. Wichtigste Aufgabe des Türmers war die Meldung von Feuer und herannahenden Soldaten.
- Rattenfängerbrunnen: Als Ersatz für zwei Pumpbrunnen 1898 anlässlich des 50. Regierungsjubiläums Kaiser Franz Josephs nach einem Entwurf des Rathaus-Architekten Max Kropf vor dem Rathaus aufgestellt. Die Statue des Rattenfängers des Bildhauers Emanuel Pendl erinnert an die lokale Rattenfängersage. Der Brunnen selbst wurde in monumentaler Weise ganz aus Kaiserstein, dem weißen, harten Kaisersteinbrucher Stein geschaffen.
- Ehem. Synagoge: Erbaut im zweiten Drittel des 14. Jahrhunderts, 1420 im Zuge der landesweiten Vertreibung der Juden und Jüdinnen konfisziert, danach nicht mehr religiös genutzt; 1460 als Geschenk des Kaisers in städtischem Besitz, seit dem 18. Jahrhundert in Privatbesitz; Nutzung u. a. als Getreidespeicher, Mühle und Werkstatt, seit 1980 unter Denkmalschutz; seit 1999 gibt es Konzepte zur Wiederherstellung und Nutzung.[30]

## Verkehr und Infrastruktur
- Straßen: Durch die unmittelbare Nähe zur Donauufer Autobahn (A22) sowie der Nähe zur Wiener Außenring Schnellstraße (S1) ist die Region sehr gut an das Höhere Straßennetz angebunden. Des Weiteren wird Korneuburg durch die Donau Straße (B3) und Laaer Straße (B6) durchfahren. Mit dem 2015 bis 2017 ausgearbeiteten und im September 2017 im Gemeinderat beschlossenen Mobilitätskonzept hat die Stadtgemeinde die Belastung durch den motorisierten Individualverkehr gut in den Griff bekommen.[31]

- Bahn/Bus: Korneuburg liegt an der Nordwestbahn und ist mit Regionalzügen und S-Bahnen von Wien aus mindestens 3 mal pro Stunde direkt zu erreichen. Zusätzlich stehen Regionalbusse, ein Anrufsammeltaxi (AST) und nextbike Leihräder zur Verfügung.[32] Das Mobilitätskonzept der Stadtgemeinde Korneuburg sieht eine Verbesserung des Angebotes im Umweltverbund (Öffis, Rad, Fußgänger) vor.

- Rollfähre: Um das am gegenüberliegenden Donauufer gelegene Klosterneuburg zu erreichen, steht die Rollfähre Korneuburg–Klosterneuburg zur Verfügung.

- Mikrotunnel zur Unterquerung der Donau mit Leitungen: Die Netze für Fernwärme, Trinkwasser, Gas, Strom und Internet beider Ufer (links Korneuburg, rechts Klosterneuburg) werden – mangels Brücke – ab etwa 2023 über einen Tunnel mit etwa 2 m Innendurchmesser und 460 m Länge verbunden. Gebohrt wird der Tunnel für NÖ Netz der EVN AG Ende Mai bis Ende Juli 2022 etwa im Bereich der Fähre von Klosterneuburg aus ostnordostwärts zum linken Ufer nach Tuttendörfl in Korneuburg. Von einer Baugrube aus wird ein Betonrohr nachgeschoben, das den Vorschub des Bohrkopfs bewirkt und den Tunnel auskleidet. Nach Einziehen der Leitungsbündel in ordnendem Abstand wird der Tunnel wieder verfüllt.[33]

- 1852 bis 1993 gab es die Schiffswerft Korneuburg.

## Öffentliche Einrichtungen

### Gerichte

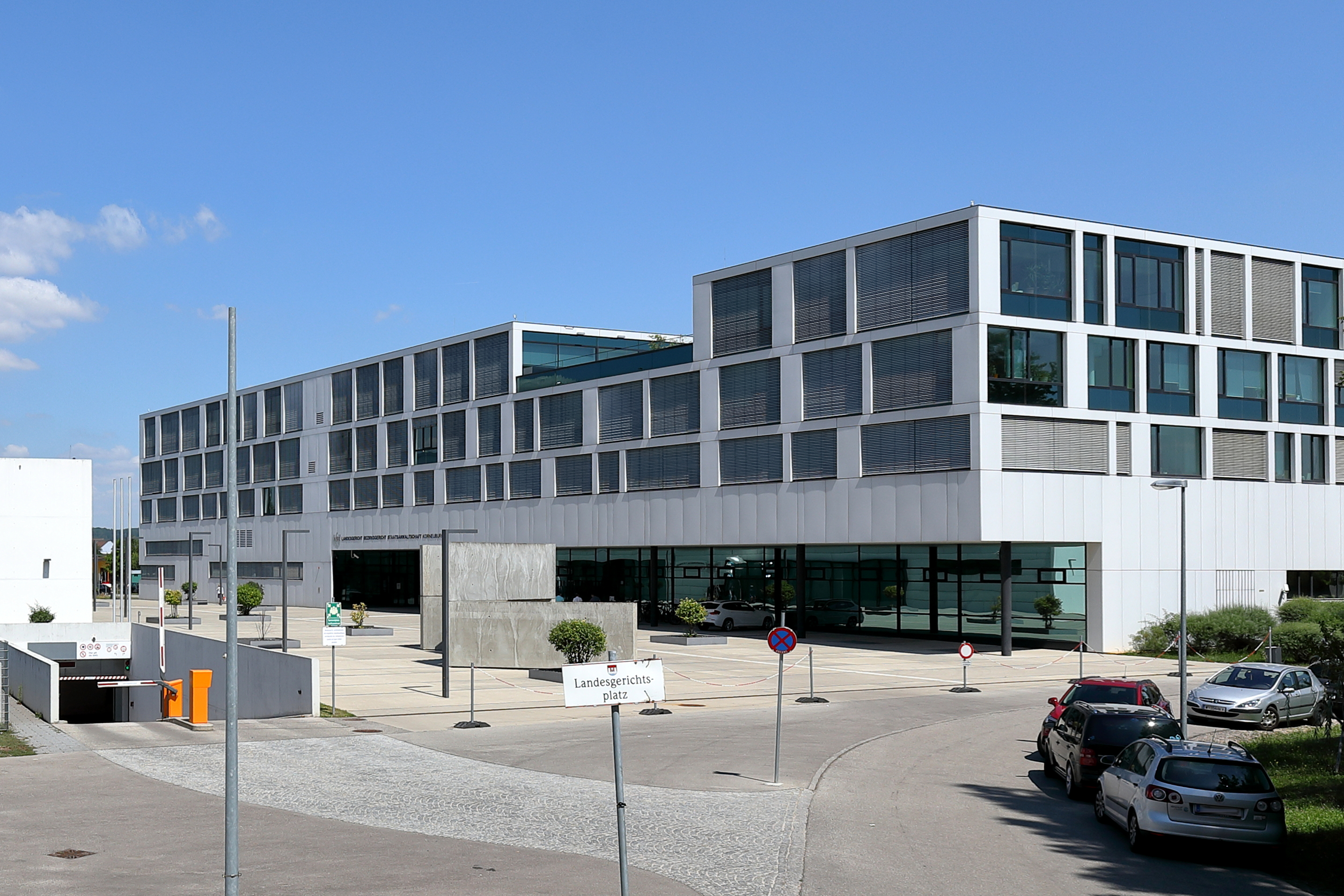
Landes- und Bezirksgericht; seit 2012

In Korneuburg hat eines der vier niederösterreichischen Landesgerichte seinen Sitz. Sein Sprengel umfasst im Wesentlichen das gesamte Weinviertel (Bezirksgerichte Gänserndorf, Mistelbach, Korneuburg und Hollabrunn), sowie den Landstrich entlang des südlichen Donauufers bis zur Staatsgrenze nach Osten (Bezirksgerichte Bruck an der Leitha und Schwechat) sowie der Städte Klosterneuburg und Gerasdorf (Bezirksgericht Klosterneuburg). Das Landesgericht Korneuburg selbst zählt zum Sprengel des Oberlandesgerichts Wien.
Es beschäftigt derzeit etwa 30 Richter. Im Jahr 2012 nahmen Landes- und Bezirksgericht sowie Staatsanwaltschaft – bisher am Hauptplatz beheimatet – die Arbeit am neuen Standort am Landesgerichtsplatz 1 (nahe der Donauauen) auf.

### Schulen
- Außenstelle der Schule für allgemeine Gesundheits- und Krankenpflege Stockerau
- Heilpädagogischer Kindergarten
- 2 Volksschulen
- Allgemeine Sonderschule
- Musik-Kreativ-Mittelschule
- Neue NÖ Mittelschule Sport und Kreativ
- Musikschule der Korneuburger Musikfreunde
- Polytechnische Schule
- BG und BRG Korneuburg
- Volkshochschule Korneuburg
- Bundeshandelsakademie
- private Schule mit Öffentlichkeitsrecht auf Basis der Montessori-Pädagogik
- SDV Informatik Schule
- Waldorfschule Marchfeld

### Gesundheit
- Landesklinikum Weinviertel Korneuburg
- NÖ Gebietskrankenkasse
- Landespflegeheim Korneuburg
- Gesundheitshaus
- Hilfswerk Korneuburg
- Islamische Kultur und Hilfsorganisation Korneuburg
- Rotes Kreuz Korneuburg
- Therapiezentrum Korneuburg

### Militär
- Dabsch-Kaserne (ABC-Abwehrschule, AFDRU-Einheiten)
- Albrechts-Kaserne und Kammeramtsgebäude (militärische Nutzung bis 1955)
- Franz-Joseph-Infanterie-Kaserne (militärische Nutzung zur k.u.k.-Zeit)

### Weitere Einrichtungen
- Arbeitsmarktservice
- BEV-Vermessungsamt
- Bewährungshilfe Korneuburg
- Bezirksbauernkammer, Kammer für Arbeiter und Angestellte (AK, ÖGB)
- Bezirkshauptmannschaft Korneuburg
- Dimmi-Arena, Mehrzweckstadion
- Finanzamt Hollabrunn Korneuburg Tulln
- Polizei
- Jugendstrafanstalt
- Landesjugendheim Korneuburg
- NÖ-Gebietsbauamt I
- Öffentlicher Notar
- Österreichische Post Aktiengesellschaft, Postamt Korneuburg, PSK
- Röm.-kath. Kirchenbeitragsstelle (Außenstelle)
- Stadtgemeinde Korneuburg
- Kulturzentrum Korneuburg mit Museum der Stadt Korneuburg
- Freiwillige Feuerwehr der Stadt Korneuburg

## Persönlichkeiten
Söhne und Töchter der Gemeinde
- Johann Holzer (1753–1818), Komponist
- Johann Georg Lickl (1769–1843), Komponist
- Franz Wirer von Rettenbach (1771–1844), Hofarzt und Begründer des Heilbades Bad Ischl
- Karl Josef Gleispach (1811–1888), Landeshauptmann der Steiermark
- Max Burckhard (1854–1912), Direktor des k.k. Hofburgtheaters (Wiener Burgtheater)
- Karl Liebleitner (1858–1942), Pädagoge, Chormeister und Volksliedforscher
- Karl Elleder (1860–1941), Karikaturist und Illustrator
- Leopold Loibl (1895–1935), Politiker und Widerstandskämpfer
- Nico Dostal (1895–1981), Operetten- und Filmmusikkomponist
- Richard Henke (1900–1963), Chemiker und Erfinder
- Viktor Matejka (1901–1993), Schriftsteller und Kulturschaffender und -politiker
- Franz Gall (1926–1982), Historiker und Wappenkundler
- Herbert Killian (1926–2017), Historiker und Opfer des Stalinismus
- Editha Hörandner (1939–2008), Volkskundlerin
- Kurt Binder (1944–2022), Physiker
- Hannes Kottek (1958–1994), Jazzmusiker
- Helmuth Lehner (* 1968), Black-Metal-Musiker
- Mario Majstorović (* 1977), Fußballspieler
- Benjamin Swiczinsky (* 1982), Trickfilmer
- Nada Ina Pauer (* 1986), Langstreckenläuferin
- Sven Hergovich (* 1988), Manager und Politiker (SPÖ)
- Thomas Kunert (* 1988), Beachvolleyballspieler
- Florian Feik (* 1989), Theater- und Filmschauspieler
- Stefan Matzner (* 1993), Radrennfahrer
- David Kickert (* 1994), Eishockeytorwart
- Luzia Oppermann (* 1994), Schauspielerin
- Dominik Stipsits (* 1994), Badmintonspieler
- Tristan Takats (* 1995), Freestyle-Skier
- Nadja Heigl (* 1996), Radrennfahrerin
- Lisa Polster (* 1996), Regisseurin und Autorin
- Jana McKinnon (* 1999), österreichisch-australische Schauspielerin
- Matthias Tschrepitsch (* 1999), Eishockeytorwart
- Jakob Wonisch (* 1999), Basketballspieler
- Johanna Reichert (* 2001), Handballnationalspielerin
- Bernhard Zimmermann (* 2002), Fußballspieler
- Lukas Haselmayr (* 2006), Fußballspieler

Personen mit Bezug zur Gemeinde
- Gustav Groß (1856–1935), Reichsratsabgeordneter, letzter Präsident des k.k. Reichsrats und Ehrenobmann des Deutschen Schulvereins, Ehrengrab in Klosterneuburg
- Rudolf Saliger (1882–1954), Abgeordneter zum NÖ Landtag (NSDAP), wohnhaft in Korneuburg
- Liborius Hausner Edler von Hauswehr (1834–1925), k.u.k. Feldmarschall-Leutnant
- Alois Kremnitzer (* 1938), Bundesbeamter, Vizebürgermeister und Abgeordneter zum Landtag von Niederösterreich
- Peter Rapp (1944–2025), Fernmoderator, Unterhaltungskünstler und Showmaster, lebte in Korneuburg[34]
- Claudia Mitscha-Eibl (* 1958), Theologin und Liedermacherin, lebt in Korneuburg
- Andreas Minnich (* 1974), Unternehmer und Politiker
- Hubert Keyl (* 1977), Politiker (FPÖ), Gemeinderat, Landtagsabgeordneter
- Ilčo Naumoski: (* 1983), Fußballspieler, lebt in Korneuburg